# نمایشگاه کتاب لایپزیگ

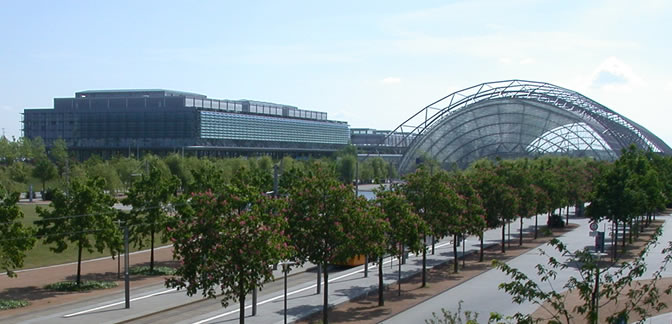
نمایشگاه کتاب لایپزیگ

نمایشگاه کتاب لایپزیگ (به آلمانی: Leipziger Buchmesse) دومین نمایشگاه بزرگ کتاب در کشور آلمان پس از نمایشگاه کتاب فرانکفورت می باشد. این نمایشگاه به صورت سالانه و به مدت چهار روز در نمایشگاه بازرگانی لایپزیگ که در شمال شهر لایپزیگ در زاکسن است برگزار می‌شود. نمایشگاه کتاب لایپزیگ نخستین جلسهٔ تجاری سال است که نقش مهمی در بازار و انتشارات جدیدی که برای اولین بار ارائه می‌شوند دارد.

## تاریخچه
نمایشگاه کتاب لایپزیگ در سال ۱۶۳۲ بزرگترین نمایشگاه کتاب در آلمان شد به طوری که بزرگترین بازار در تعداد کتابهای معرفی شده در شهر فرانکفورت بود. تا سال ۱۹۴۵ نیز در صدر بازار باقی ماند تا زمانی که لایپزیگ بخشی از آلمان شرقی سوسیالیست شد و نمایشگاه فرانکفورت در آلمان غربی از آن پیشی گرفت و به نمایشگاه شماره یک بدل گشت. با این وجود نمایشگاه کتاب لایپزیگ به عنوان یکی از محلهای بازدید و نمایشگاه‌های مهم برای دوستداران کتاب از دو کشور آلمان شرقی و غربی باقی ماند. پس از اتحاد دوباره آلمان این نمایشگاه از نمایشگاه بازرگانی لایپزیگ که در میدان مرکزی بازار بود به محل جدید در مرکز شهر منتقل شد. پس از این انتقال دچار دگرگونی شد و تا به امروز نیز در حال گسترش است.